# Кацонис (Υ-1)
«Кацонис» (греч. Y-1 Κατσώνης) — греческая подводная лодка, активно действовавшая и погибшая во Второй мировой войне.

## История
«Кацонис» вместе с однотипной «Папаниколис», составили первый тип греческих подводных лодок, заказанных после окончания Первой мировой войны. Лодка получила имя национального героя Греции 18-го века капера и офицера русской армии Ламброса Кацониса. Подлодка принадлежала серии «C» проекта Лобёфа, была построена на верфи Gironde Bordeaux Бордо, Франция в 1925—1927 годах, и сдана ВМФ Греции 8 июня 1928 года. Первым капитаном был коммандер К.Арванитис.
Под командованием коммандера Афанасиоса Спанидиса, подлодка приняла участие в греко-итальянской войне 1940—1941 годов, произведя 4 боевых похода в Адриатическое море и потопив 531-тонное итальянское грузовое судно Quinto 31 декабря 1940 года.
После вторжения Германии, пришедшей на помощь итальянцам в апреле 1941 года, «Кацонис» вместе с другими кораблями флота ушёл на Ближний Восток, откуда в течение последующих лет производил боевые походы под британским номером N 16 (Классификация кораблей по номеру вымпела).
2 июля 1942 года, по выходе из сухого дока в городе Порт-Саид подлодка получила повреждения. После ремонта, под командованием коммандера Василиса Ласкоса, подлодка произвела 3 боевых похода в Эгейское море, в ходе которых потопила немецкий минный заградитель в порту Гитио 2 апреля 1943 года, испанское 1,500-тонное торговое судно San Isidoro около острова Китнос тремя днями позже, и грузовое судно Rigel около острова Скиатос 29 мая.
14 сентября, при попытке перехватить немецкий войсковой транспорт, «Кацонис» был атакован и потоплен немецким охотником UJ-2101. 32 члена экипажа, включая коммандера Ласкоса, ушли на дно вместе с подлодкой, 15 были взяты в плен. Лейтенант Э. Цукалас и боцманы А. Антониу и А. Цигрос сумели вплавь выбраться через 9 часов на остров Скиатос, где были спрятаны местным населением и сумели вернуться на греческий флот в Египет.
В общей сложности, во время Второй мировой войны, Кацонис совершил 7 боевых походов и потопил 6 судов.

## Память
Имя Кацонис было дано бывшей американской подлодке класса Tench бывшей в составе ВМФ Греции с 1973 года — «Кацонис» (S-115) и сегодняшней подлодке немецкого класса 214, построенной в Греции на верфи Hellenic Shipyards — «Кацонис» (S-123).